# Caterina Granz
Caterina Granz (* 14. März 1994 in Berlin) ist eine deutsche Leichtathletin, die sich auf Mittel- und Langstreckenläufe bis zum 10-km-Straßenlauf spezialisiert hat und auch Crossläufe absolviert. Ihre Paradedisziplin ist der 1500-Meter-Lauf.

## Berufsweg
Geboren und aufgewachsen in Berlin besuchte Granz die Victor-Gollancz-Schule und das Romain-Rolland-Gymnasium in Reinickendorf. Abitur machte sie 2012 an der Evangelischen Schule Frohnau. Granz studiert Psychologie auf Bachelor an der Freien Universität Berlin.

## Sportliche Karriere
Caterina Granz begann bereits im Alter von vier Jahren mit Tennisspielen. Ihre Trainer stellten fest, dass sie im dritten Satz noch kaum Anzeichen von Müdigkeit aufwies. Ihre Ausdauerfähigkeit fiel auch in der Schule auf: Mit 14 Jahren startete sie bei einem Crosswettbewerb der Berliner Schulen über 4 km, kam ins Finale und gewann. Hierbei entdeckte ein Leichtathletiktrainer Granz, der sie zur LG Nord Berlin lotste. Wenig später stellte sich ihre Stärke auf den 800 Metern heraus. Mit ihren ersten Lauferfolgen verlor Tennis an Priorität.
2010 wurde Granz Deutsche U18-Meisterin über die 800 Meter, 2011 wurde sie Deutsche U18-Vizemeisterin im 1500-Meter-Lauf. Im Jahre 2012 belegte sie über 1500 Meter bei den Deutschen Jugendhallenmeisterschaften auf den 3. Platz, wurde Deutsche U20-Meisterin, und international kam sie in Barcelona bei den U20-Weltmeisterschaften den 16. Rang. Bei den Deutschen Juniorenmeisterschaften (U23) holte sie Bronze über 800 Meter. In Budapest wurde Granz am Jahresende Crosslauf-Vizeeuropameisterin mit der U20-Mannschaft.
2013 kam Granz auf den 1500 Metern bei den Deutschen Jugendhallenmeisterschaften auf den 4. Platz und wurde Deutsche U20-Meisterin. International erreichte sie in Rieti (Italien) bei den Junioreneuropameisterschaften (U20) den 12. Platz. Bronze holte Granz zum Jahresende mit der U20-Mannschaft bei den Crosslauf-Europameisterschaften in Belgrad.
2014 erreichte sie über 1500 Meter in der Erwachsenenklasse bei den Deutschen Hallenmeisterschaften den 6. Platz und bei den Deutschen Meisterschaften den 10. Platz.
2015 konnte Granz keine Wettkämpfe bestreiten, da sie an der Ferse operiert wurde und ein dreiviertel Jahr nicht laufen konnte.
2016 meldete sie sich über 1500 Meter mit einem 5. Platz bei den Deutschen Hallenmeisterschaften zurück. In Herten kam Granz mit der Mannschaft bei den Deutschen Crosslaufmeisterschaften auf den 4. Platz, was die Deutsche U23-Crosslaufmeisterschaft mit der Mannschaft und die U23-Crosslauf-Vizemeisterschaft in der Einzelwertung bedeutete. Über 1500 Meter wurde sie Deutsche U23-Meisterin. Bei den Deutschen Meisterschaften erreichte Granz den 4. Platz über 1500 Meter und den 7. Platz mit der 3-mal-800-Meter-Staffel. International wurde sie zum Jahresende in Chia (Sardinien) mit der U23-Mannschaft Crosslauf-Vizeeuropameisterin, wobei sie in der Einzelwertung den 6. Platz erreichte.
2017 holte Granz bei den Deutschen Crosslaufmeisterschaften Bronze mit der Mannschaft und damit ihre erste Medaille in der Erwachsenenklasse. In der Einzelwertung erreichte sie den 5. Platz. Bei den Deutschen Hallenmeisterschaften kam Granz über 3000 Meter, bei den Deutschen Hochschulmeisterschaften über 800& Meter und bei den Deutschen Meisterschaften über 1500 Meter sowie mit der 3-mal-800-Meter-Staffel jeweils ins Finale. Am Jahresende nahm sie in Šamorín (Slowakei) wieder an den Crosslauf-Europameisterschaften teil, wo sie mit der Mannschaft auf den 6. Platz kam.
2018 holte Granz bei den Deutschen Hallenmeisterschaften zwei weitere Bronzemedaillen; über 3000 Meter und mit der 3-mal-800-Meter-Staffel. Noch im Frühjahr wurde sie Deutsche Crosslaufmeisterin mit der Mannschaft und errang Bronze im Einzel über 5,2 km. Bei den World University Championships (WUC) in St. Gallen wurde Granz am 7. April Studentenweltmeisterin im Crosslauf und holte Silber mit der Mannschaft. Bei den Deutschen Meisterschaften kam sie beim 1500-Meter-Lauf auf den vierten sowie mit der 4-mal-400-Meter-Staffel auf den 7. Platz und erreichte auch im Freien mit der 3-mal-800-Meter-Staffel den Bronzerang.
2019 siegte sie bei der Sommer-Universiade in Neapel in 4:09,14 min über 1500 Meter.
Bei den Deutschen Hallenmeisterschaften 2020 errang sie an zwei aufeinanderfolgenden Tagen die Silbermedaille über 1500 und 3000 Meter, jeweils hinter Hanna Klein.

## Vereinszugehörigkeiten
Caterina Granz startet für die LG Nord Berlin, zu der sie im Alter von 14 Jahren kam.

## Persönliche Bestleistungen
(Stand: 8. Juni 2020)
Halle
- 1500 Meter: 4:11,38 min, Linz (Österreich), 9. Februar 2019
- 3000 Meter: 8:56,29 min, Dortmund, 18. Februar 2018

Freiluft
- 800 Meter: 2:03,46 min, Berlin, 11. Mai 2019
- 1500 Meter: 4:05,60 min, Stettin, 15. August 2019
- 3000 Meter: 9:13,02 min, Kiel, 30. April 2016
- 5000 Meter: 15:46,64 min, Nijmegen (Niederlande), 8. Juni 2018
- 10-km-Straßenlauf: 32:47 min, Berlin, 7. Juni 2020

## Erfolge
national
- 2010: Deutsche U18-Meisterin (800 m)
- 2011: Deutsche U18-Vizemeisterin (1500 m)
- 2012: 3. Platz Deutsche Jugendhallenmeisterschaften (1500 m)
- 2012: Deutsche U20-Meisterin (1500 m)
- 2012: 3. Platz Deutsche Juniorenmeisterschaften (U23) (800 m)
- 2013: 4. Platz Deutsche Jugendhallenmeisterschaften (1500 m)
- 2013: Deutsche U20-Meisterin (1500 m)
- 2014: 6. Platz Deutsche Hallenmeisterschaften (1500 m)
- 2014: 10. Platz Deutsche Meisterschaften (1500 m)
- 2016: 5. Platz Deutsche Hallenmeisterschaften (1500 m)
- 2016: Deutsche U23-Crosslaufmeisterin (Mannschaft)
- 2016: Deutsche U23-Crosslauf-Vizemeisterin (5,9 km)
- 2016: 4. Platz Deutsche Crosslaufmeisterschaften (Mannschaft)
- 2016: 4. Platz Deutsche Meisterschaften (1500 m)
- 2016: 7. Platz Deutsche Meisterschaften (3 × 800 m)
- 2016: Deutsche U23-Meisterin (1500 m)
- 2017: 7. Platz Deutsche Hallenmeisterschaften (3000 m)
- 2017: 3. Platz Deutsche Crosslaufmeisterschaften (Mannschaft)
- 2017: 5. Platz Deutsche Crosslaufmeisterschaften (5,84 km)
- 2017: 6. Platz Deutsche Hochschulmeisterschaften (800 m)
- 2017: 7. Platz Deutsche Meisterschaften (1500 m)
- 2017: 6. Platz Deutsche Meisterschaften (3 × 800 m)
- 2018: 3. Platz Deutsche Hallenmeisterschaften (3 × 800 m)
- 2018: 3. Platz Deutsche Hallenmeisterschaften (3000 m)
- 2018: Deutsche Crosslaufmeisterin (Mannschaft)
- 2018: 3. Platz Deutsche Crosslaufmeisterschaften (Cross – 5,2 km)
- 2018: 4. Platz Deutsche Meisterschaften (1500 m)
- 2018: 7. Platz Deutsche Meisterschaften (4 × 400 m)
- 2018: 3. Platz Deutsche Meisterschaften (3 × 800 m)
- 2019: 3. Platz Deutsche Hallenmeisterschaften (1500 m)
- 2019: 3. Platz Deutsche Crosslaufmeisterschaften (Cross – 5,1 km)

international
- 2012: 16. Platz U20-Weltmeisterschaften (1500 m)
- 2012: Cross-Vizeeuropameisterin (U20-Mannschaft)
- 2012: 42. Platz Cross-Europameisterschaften (U20-Einzel)
- 2013: 12. Platz Junioreneuropameisterschaften (U20) (1500 m)
- 2013: 3. Platz Crosslauf-Europameisterschaften (U20-Mannschaft)
- 2013: 36. Platz Crosslauf-Europameisterschaften (U20-Einzel)
- 2016: Crosslauf-Vizeeuropameisterin (U23-Mannschaft)
- 2016: 6. Platz Crosslauf-Europameisterschaften (U23-Einzel)
- 2017: 6. Platz Crosslauf-Europameisterschaften (Mannschaft)
- 2017: 55. Platz Crosslauf-Europameisterschaften (Einzel)
- 2018: Studentenweltmeisterin Crosslauf und Vizeweltmeisterin mit der Mannschaft
- 2018: 18. Platz Europameisterschaften (1500 m)
- 2018: 3. Platz Crosslauf-Europameisterschaften (Mannschaft)
- 2018: 25. Platz Crosslauf-Europameisterschaften (Einzel)
- 2019: 1. Platz Sommer-Universiade (1500 m)